# Up & Down (Don't Fall in Love with Me)
Up & Down (Don't Fall in Love With Me), conosciuto più semplicemente come Up & Down, è il singolo di debutto del cantante italiano di musica dance Billy More.
Il brano, per la cui parte canora ha prestato la voce John Biancale, è scritto e prodotto da Roberto Gallo Salsotto, Roby Santini e Alessandro Viale. Pubblicato dall'etichetta discografica Universal nel maggio del 2000, ha riscosso un buon successo in tutta Europa nell'estate di quell'anno entrando nelle classifiche di diversi paesi.
Nel video il cantante è una drag queen, per i cui panni è maggiormente ricordato nel mondo della musica, che si esibisce attorniato da alcuni ballerini a petto nudo.

## Tracce
CD-Maxi (Universal 587 789-2)
Testi e musiche di Robert Gallo Salsotto, Roby Santini e Alessandro Viale.
1. Up & Down (Don't Fall In Love With Me) (Original Radio) – 3:04
2. Up & Down (Don't Fall In Love With Me) (Original Extended Mix) – 5:02
3. Up & Down (Don't Fall In Love With Me) (Denis the Menace Full Vocal Remix) – 5:59
4. Up & Down (Don't Fall In Love With Me) (Pulsedriver Remix) – 6:28
5. Up & Down (Don't Fall In Love With Me) (SM in Motion Remix) – 7:04
6. Up & Down (Don't Fall In Love With Me) (Power Mix) – 5:09
7. Up & Down (Don't Fall In Love With Me) (Denis the Menace Dub Mix) – 6:03

## Classifiche
| Paese    | Posizione massima |
| -------- | ----------------- |
| Austria  | 14                |
| Francia  | 89                |
| Germania | 21                |
| Italia   | 5                 |
| Spagna   | 8                 |
| Svizzera | 84                |